# مؤسسة إيثيكون
مؤسسة إيثكون (بالإنجليزية: Ethecon Foundation)‏ هي منظمة بيئية ألمانية، ترفع شعار مؤسسة الأخلاق والاقتصاد. تأسست سنة 2004، وبدأت في تقديم الجوائز السنوية، جائزة الكوكب الأزرق التي تُمنح للأعمال التي المحافظة على البيئة، وجائزة الكوكب الأسود الممنوحة للأعمال المدمرة للبيئة، في عام 2006 بدأت المؤسسة حملات ضد شركة مونسانتو، ونستله، وبلاك ووتر، وتيبكو، وساهمت في بناء مستشفى أطفال يتمتع بالحكم الذاتي في فوكوشيما، والذي بدأ تشغيله في عام 2013.

## الفائزون بجائزة الكوكب الأزرق
- 2006 - ديان ويلسون، ناشطة بيئية[2]
- 2007 - فاندانا شيفا، ناشطة بيئية[2][5]
- 2008 - هوغو شافيز، رئيس فنزويلا[2]
- 2009 - أوري أفنيري، ناشط سلام[2]
- 2010 - إلياس بيرديل، ناشط في مجال حقوق الإنسان[6]
- 2011 - أنجيلا ديفيس، ناشطة سياسية[7]
- 2012 - جيان زيغلر، ناشط في مجال حقوق الإنسان[8]
- 2013 - إستر بيجارانو، ناجية من الهولوكوست[9]
- 2014/15 - تومو كرينار، ناشط سلام سلوفيني[10]
- 2016 - هوبرتو خواريز نونيز، ناشط اجتماعي مكسيكي[11]
- 2017 - حنا بوديج، ناشطة بيئية ألمانية[12]
- 2018 - آن رايت، ناشطة سلام أمريكية[13]
- 2019 - راشنا دينغرا، ناشطة حقوقية هندية[14]

## الفائزون بجائزة بلاك بلانيت
- 2006 -مونسانتو[2]
- 2007 - بيتر برابيك-ليتماث رئيس مجلس إدارة شركة نستله، وليليان بيتنكوالمساهم في نستله، انخرطت في التسويق غير المسؤول لأغذية الأطفال، والهندسة الوراثية، واحتكار المياه.[15]
- 2008 - سُلمت الجائزة شخصيًا إلى إريك برن، الرئيس التنفيذي لشركة أكسي سيرفسز في ذلك الوقت.[16]
- 2009 - مجموعة فورموزا للبلاستيك ومديرها التنفيذي، لي تشي تسوين.[2]
- 2010 - بي بي تسرب النفط من ديب ووتر هورايزون[17][18][19]
- 2011 - شركة طوكيو للطاقة الكهربائية بسبب كارثة فوكوشيما داي إتشي النووية[20]
- 2012 - جلينكور إكستراتا مع إيفان جلاسنبيرج (الرئيس التنفيذي)، وسيمون موراي (رئيس مجلس الإدارة)، وتوني هايوارد (لجنة البيئة والصحة والسلامة)[21]
- 2013 - الرئيس التنفيذي والمساهمين الرئيسيين في دويتشه بنك[22]
- 2014/15 - الرئيسان التنفيذيان أندرو ليفريس، وجيمس رينجلر ومساهمون رئيسيون في شركة داو للكيماويات[10]
- 2016 - الرئيسان التنفيذيان مختار كينت، وجيمس كوينسي والمساهمون الرئيسيون في شركة كوكا كولا وارين بافيت وهربرت ألين جونيور[23]
- 2017 - الرئيسان التنفيذيان أرمين بابيرجر، وأولريش جريلو والمساهمون الرئيسيون في شركة راينميتال، ولاري فينك (بلاك روك)، وبول ماندوكا[24]
- 2018 - الرئيسان التنفيذيان هربرت ديس، وهانز ديتر بوتش وكبار المساهمين في فولكس فاجن، وولفغانغ بورش، وستيفان ويل[25]
- 2019 - خوسيه باتيستا سوبرينهو الرئيس التنفيذي ومؤسس شركة فريبوي، ويسلي ميندونكا باتيستا، وجوزلي ميندونكا باتيستا[14]